# 2-я Македонская ударная бригада
2-я Македонская (Тиквешская) ударная бригада (сербохорв. Druga makedonska (tikveska) udarna brigada / Друга македонска (тиквешка) ударна бригада, макед. Втора македонска ударна бригада) — воинское формирование Народно-освободительной армии Югославии, участвовавшее в Народно-освободительной войне. Состояло из македонцев и болгар.

## История

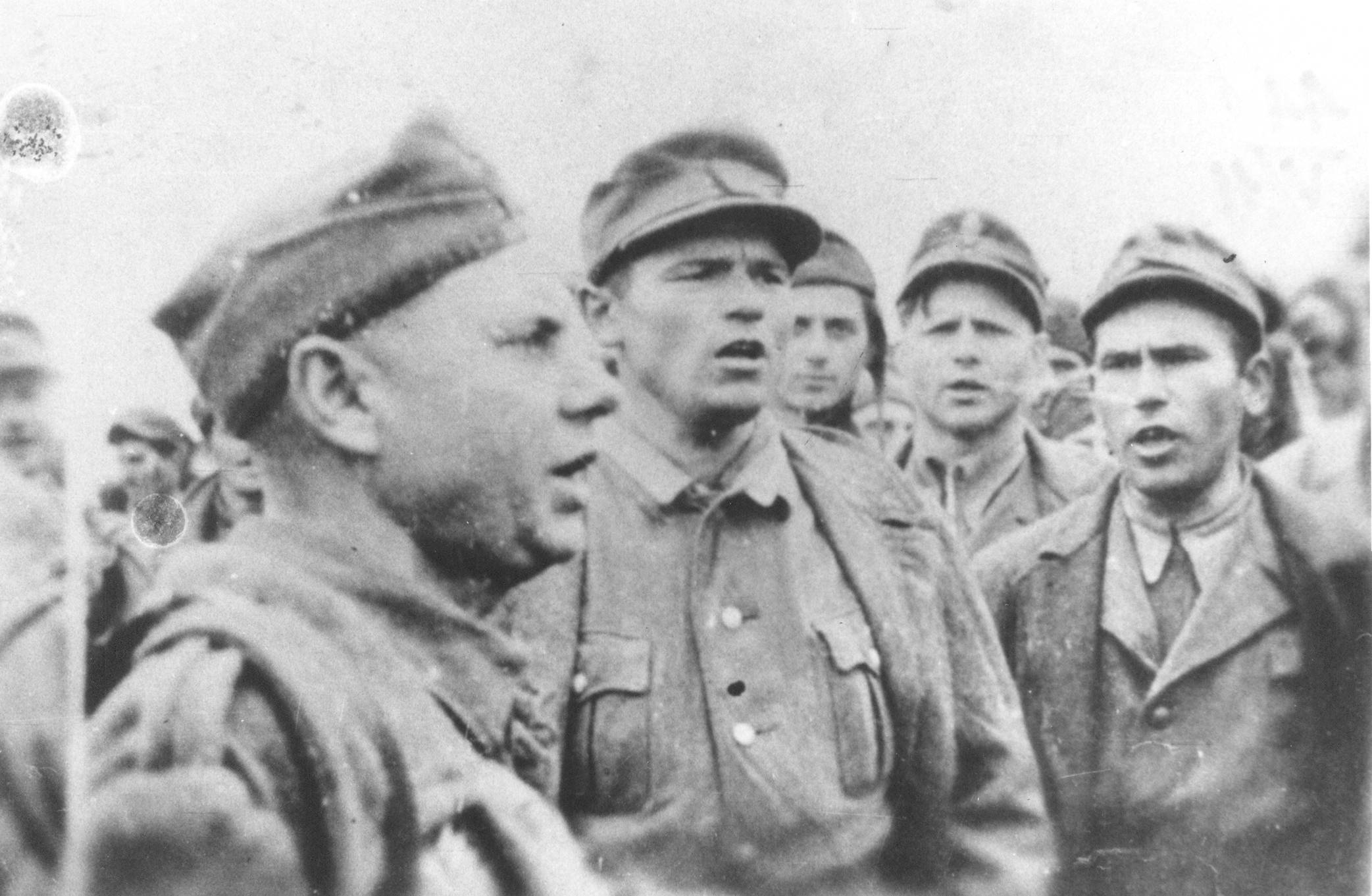
«Русская» рота 2-й македонской бригады

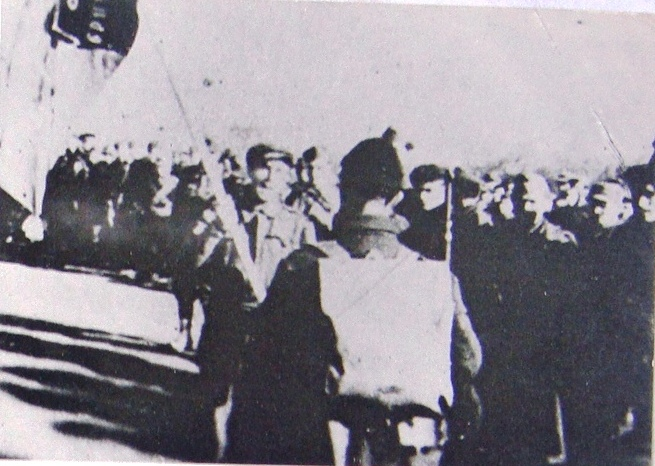
Образование 2-й македонской ударной бригады

Образована 20 декабря 1943 в селе Фуштани на горе Кожуф. В состав бригады изначально входили три батальона: партизанский батальон имени Страшо Пинджура, 2-й батальон 3-й оперативной зоны НОАЮ в Македонии и болгарский батальон имени Христо Ботева (позднее его заменил македонский партизанский батальон имени Мирце Ачева). Первым командиром бригады был Диме Туриманджовски, а политруком Наум Наумовски.
Боевое крещение бригада приняла в боях против немецких и албанских захватчиков в районах Тиквеша, Меглена, Джевджелии, Мариово и Прилепа. Поскольку численность бригады составляла 1200 человек, из её состава были выведены два батальона, которые вошли в середине августа 1944 в состав 5-й и 7-й македонской бригад.
25 августа 1944 2-я македонская бригада вошла в состав 41-й Македонской дивизии, в составе которой участвовала в штурмах городов Прилеп и Кичево с 15 по 18 ноября 1944. В середине декабря её перевели в состав 48-й Македонской дивизии, которая в январе 1945 года вошла в состав 1-й югославской армии. Бригада в составе этой армии участвовала в боях на Сремском фронте за освобождение Хорватии и Словении. В июне 1945 года бригада была расформирована.

## Память
Имя 2-й Македонской бригады носила улица в Чаире, одном из кварталов Скопье. 11 августа 2023 года улицу переименовали в честь Адема Демачи, косовского албанского писателя и политика, сторонника независимости Косово. Переименование состоялось в день визита косовского премьер-министра Албина Курти. Решение о переименовании осудила македонская партия «Левица».